# Широка Річка
Широ́ка Рі́чка (рос. Широкая Речка) — селище у складі Єкатеринбурзького міського округу Свердловської області.
Населення — 328 осіб (2010, 272 у 2002).
Національний склад станом на 2002 рік: росіяни — 81 %.